# Alessandro Mantovani
Alessandro Mantovani (Ferrara, 1814 – Roma, 20 luglio 1892) è stato un pittore e decoratore italiano.

## Biografia
Nato da Giacomo Mantovani e Rosa Reali, entrò molto giovane, a Ferrara, nella bottega del decoratore e scenografo Francesco Migliari (1793-1851), partecipando alle decorazioni, commissionate al Migliari, di numerose case e palazzi di Ferrara «specialmente nel dipingere animali e fiori, a tempera ed acquerello con buon gusto di colorito», facendo poi studi regolari all'Accademia di belle arti di Bologna. Verso il 1835 si trasferì a Roma, sempre al seguito di Migliari, rimanendovi per il resto della sua vita. Nel 1837 produsse l'acquerello di Trinità dei Monti, conservato nel Gabinetto comunale delle stampe a Palazzo Braschi; prese parte in quel periodo anche alla decorazione della Cappella del Rosario nella ricostruita Chiesa di Santa Maria Assunta (Rocca di Papa). Contribuì alla decorazione di Palazzo Bolognetti-Torlonia in Piazza Venezia (sciaguratamente distrutto nel 1903, mentre la cosiddetta Alcova Torlonia del Mantovani è conservata al Museo di Roma a palazzo Braschi) e a quelle di Villa Torlonia su Via Nomentana.
Durante la sua attività di decoratore, Mantovani coltivò anche la pittura di genere e di paesaggio, partecipando anche a mostre ed esposizioni. Importanti tuttavia furono i restauri al Palazzo del Quirinale e le Logge di Raffaello al Vaticano. Fra il 1850 e il 1854 restaurò gli affreschi della volta dello scalone del Palazzo del Laterano. Con Silverio Capparoni realizzò l'affresco Salvator Mundi sulla facciata della Basilica di San Lorenzo fuori le mura.
Fra gli allievi di Mantovani si ricordano Virginio Monti, Eugenio Cisterna, Giulio Marvardi, Giovanni Lentini il Vecchio e la stessa figlia Rosina, nata nel 1851, anche esecutrice di un ritratto del padre, donato all'Accademia di san Luca. Il 9 agosto 1879 il pittore era stato nominato accademico di merito nella classe dei paesisti.